# Curvatura
Il termine curvatura indica una serie di concetti geometrici legati fra di loro, che intuitivamente si riferiscono alla misura di quanto un determinato oggetto si discosti dall'essere piatto. La misura della curvatura viene definita in modi diversi a seconda dell'ente geometrico cui è applicata. La nozione di curvatura è alla base della geometria differenziale. Ha notevoli applicazioni in fisica, in particolare nella relatività generale.

## Curvatura intrinseca ed estrinseca

Un percorso chiuso su una sfera

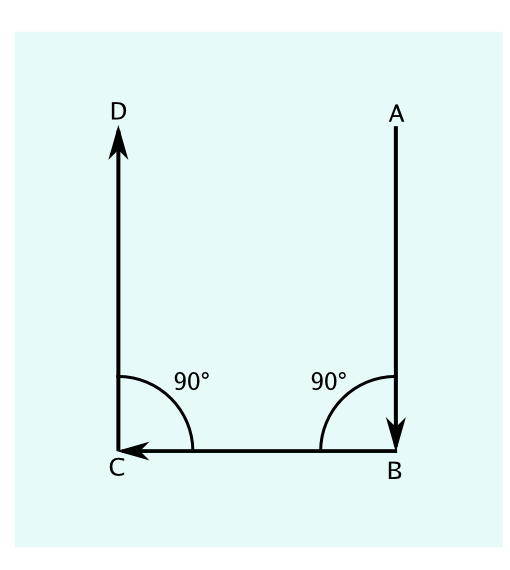
Il medesimo percorso sul piano diventa aperto

Si distinguono due tipi essenziali di curvatura:
- curvatura estrinseca: è la curvatura posseduta dall'oggetto in relazione ad uno spazio piatto di dimensione superiore in cui è immerso e determinabile solo confrontando elementi dell'oggetto in relazione ad elementi dello spazio contenitore;
- curvatura intrinseca: è la curvatura determinabile utilizzando solo operazioni eseguite su elementi dell'oggetto medesimo.

Un esempio di curvatura estrinseca è quella di una superficie cilindrica nello spazio tridimensionale: le linee tracciate sul cilindro sono curve se confrontate con le rette dello spazio in cui il cilindro è immerso. La geometria intrinseca del cilindro è invece piatta, in quanto su di essa valgono tutti gli assiomi del piano euclideo.
Una sfera ha invece una curvatura intrinseca, determinabile rimanendo all'interno della superficie stessa: sulla Terra, un percorso che parte dal polo nord scendendo lungo un meridiano, ruota ad angolo retto lungo un parallelo e nuovamente ad angolo retto lungo un altro meridiano, ritorna al punto di partenza. Un percorso analogo eseguito su un piano non ripassa mai per lo stesso punto.

## Misura della curvatura
La circonferenza offre il modello più semplice di misura della curvatura (estrinseca): poiché, in un piano, la curvatura {\displaystyle k} in un punto {\displaystyle P} indica la sensibilità della tangente in {\displaystyle P} a variare quando si considerano i punti prossimi a {\displaystyle P}, le circonferenze con raggio maggiore hanno una curvatura minore, e viceversa. La curvatura di una curva {\displaystyle \gamma } viene allora definita come il reciproco del raggio di curvatura o equivalentemente la curvatura è il reciproco del raggio del cerchio osculatore in un punto:
{\displaystyle k:={\frac {1}{R}}.}
Il cerchio osculatore è un cerchio di centro {\displaystyle E} tangente alla curva che la approssima "fino al secondo ordine", ossia che ha la stessa derivata prima e seconda di {\displaystyle \gamma } nel punto (tale luogo geometrico dei centri di curvatura è detto evoluta della curva). Se {\displaystyle P(s)} è una parametrizzazione dei punti della curva, allora il centro del cerchio osculatore è {\displaystyle E(s)=P(s)+R(s)\mathbf {N} (s),} dove {\displaystyle R(s)} è il raggio del cerchio osculatore e {\displaystyle \mathbf {N} (s)} è il versore normale alla curva nel punto {\displaystyle P(s).}

Rappresentazione di una curva e del suo cerchio osculatore, che è tangente nel punto : la curvatura in è il reciproco del raggio del cerchio osculatore.

Se la curva è quasi una retta, il cerchio osculatore ha raggio grande e la curvatura è quasi nulla (al limite, vale zero per una retta); grandi curvature corrispondono invece a punti in cui si hanno forti cambiamenti di direzione.

Questa definizione può venire estesa a oggetti più complessi e in dimensione maggiore, come indicato nel seguito.

### Curva piana
Data una curva piana {\displaystyle \gamma :P(s)={\big (}x(s),y(s){\big )}} (lo stesso ragionamento può ovviamente essere rifatto in tre dimensioni) parametrizzata tramite il parametro arco {\displaystyle s} e siano {\displaystyle {\hat {\tau }}={\big (}x'(s),y'(s){\big )}} e {\displaystyle {\hat {\tau }}_{0}={\big (}x'(s_{0}),y'(s_{0}){\big )}} rispettivamente i versori tangenti ad essa nei punti {\displaystyle P(s)} e {\displaystyle P(s_{0})}. Detto {\displaystyle \vartheta } l'angolo fra essi, il rapporto
{\displaystyle \displaystyle k_{m}={\frac {\vartheta }{|s_{0}-s|}}}

si chiama curvatura media e dà un'indicazione della rapidità con cui l'arco {\displaystyle P(s)P(s_{0})} si scosta dalla direzione della tangente in {\displaystyle P(s)}.

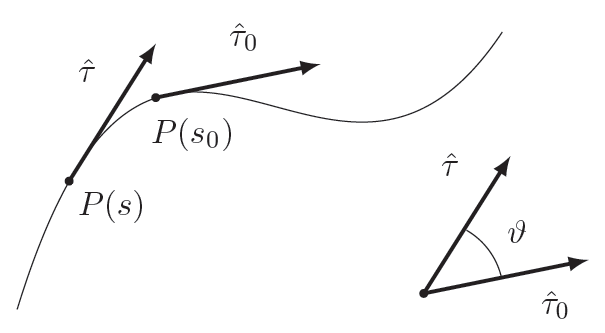
Nel disegno è mostrata la curva e le tangenti a essa nei punti generico e.

Si definisce perciò curvatura (estrinseca) il limite della curvatura media per punti {\displaystyle P(s_{0})} prossimi a {\displaystyle P(s)}:
{\displaystyle k:=\lim _{s_{0}\rightarrow s}{\frac {\vartheta }{|s_{0}-s|}}.}
Operativamente, si può dimostrare che:
{\displaystyle \lim _{s_{0}\rightarrow s}{\frac {\vartheta }{|s_{0}-s|}}=\|P''(s)\|.}
Poiché il {\displaystyle \lim _{s_{0}\rightarrow s}\vartheta =0}, e quindi {\displaystyle \lim _{s_{0}\rightarrow s}{\frac {\sin \vartheta }{\vartheta }}=1}, il limite iniziale diventa:
{\displaystyle \lim _{s_{0}\rightarrow s}{\frac {\vartheta }{\left\vert s_{0}-s\right\vert }}{\frac {\sin \vartheta }{\sin \vartheta }}=\lim _{s_{0}\rightarrow s}{\frac {\sin \vartheta }{\left\vert s_{0}-s\right\vert }}=\lim _{s_{0}\rightarrow s}{\frac {\left\Vert {\hat {\tau }}_{0}\times {\hat {\tau }}\right\Vert }{\left\vert s_{0}-s\right\vert }}},
siccome i versori hanno modulo unitario ({\displaystyle \left\Vert {\vec {u}}\times {\vec {v}}\right\Vert =\left\Vert {\vec {u}}\right\Vert \,\left\Vert {\vec {v}}\right\Vert \,\sin \vartheta }). Per la formula di Taylor col resto di Peano si ha che la variabile {\displaystyle i}-esima può essere approssimata come {\displaystyle x_{i}'(s_{0})=x_{i}'(s)+x_{i}''(s)(s_{0}-s)+o(s_{0}-s)}, e quindi il rapporto precedente diventa:
{\displaystyle {\frac {\left\Vert {\hat {\tau }}_{0}\times {\hat {\tau }}\right\Vert }{\left\vert s_{0}-s\right\vert }}={\frac {\left\Vert \det {\begin{bmatrix}{\hat {i}}&{\hat {j}}&{\hat {k}}\\x'(s_{0})&y'(s_{0})&0\\x'(s)&y'(s)&0\end{bmatrix}}\right\Vert }{\left\vert s_{0}-s\right\vert }}={\frac {\left\vert x'(s_{0})y'(s)-y'(s_{0})x'(s)\right\vert }{\left\vert s_{0}-s\right\vert }}=\left\vert x''(s)y'(s)-y''(s)x'(s)+\left[y'(s)-x'(s)\right]o(1)\right\vert }.
Infine, mettendo tutto al limite per {\displaystyle s_{0}\rightarrow s}:
{\displaystyle \left\vert x''(s)y'(s)-y''(s)x'(s)\right\vert =\left\Vert \det {\begin{bmatrix}{\hat {i}}&{\hat {j}}&{\hat {k}}\\x''(s)&y''(s)&0\\x'(s)&y'(s)&0\end{bmatrix}}\right\Vert =\left\Vert P''(s)\times {\hat {\tau }}\right\Vert =\left\Vert P''(s)\right\Vert \,\left\Vert {\hat {\tau }}\right\Vert \,\sin 90^{\circ }=\left\Vert P''(s)\right\Vert },
e quindi l'asserto iniziale (Q.E.D.).
Una definizione alternativa della curvatura può quindi essere: {\displaystyle k=\left\|{\frac {d\mathbf {T} }{ds}}\right\|}, dove {\displaystyle \mathbf {T} } è il versore tangente alla curva (si noti come il vettore tangente, se parametrizzato con {\displaystyle s}, ha già modulo unitario).
Per calcolare la curvatura (in qualunque dimensione) si possono utilizzare le seguenti formule:
{\displaystyle k={\frac {\left\|\displaystyle {\frac {d\mathbf {T} }{dt}}\right\|}{{\big \|}P'(t){\big \|}}}\,\,\,\,\,,\,\,\,\,\,k={\frac {\left\|P'(t)\times P''(t)\right\|}{{\big \|}P'(t){\big \|}^{3}}}}.
Un generico vettore normale alla curva {\displaystyle P(t)} in forma parametrica è {\displaystyle {\frac {d\mathbf {T} }{dt}}={\frac {d\mathbf {T} }{ds}}{\frac {ds}{dt}}={\frac {d\mathbf {T} }{ds}}\left\Vert P'(t)\right\Vert }; infatti, l'ultima uguaglianza si ottiene derivando rispetto a {\displaystyle t} il parametro lunghezza d'arco {\displaystyle s(t)=\int \left\Vert P'(t)\right\Vert \,dt}. Inserendo tale relazione nella definizione di curvatura precedente segue che: {\displaystyle k=\left\Vert {\frac {d\mathbf {T} }{ds}}\right\Vert ={\frac {\left\Vert {\cfrac {d\mathbf {T} }{dt}}\right\Vert }{\left\Vert P'(t)\right\Vert }}} (Q.E.D.).
Per la seconda formula, invece, unendo le equazioni {\displaystyle {\frac {ds}{dt}}=\left\Vert P'(t)\right\Vert } e {\displaystyle \mathbf {T} ={\frac {P'(t)}{\left\Vert P'(t)\right\Vert }}} (versore tangente) otteniamo {\displaystyle P'(t)={\frac {ds}{dt}}\mathbf {T} }. D'altronde il vettore normale, essendo la derivata del vettore tangente, risulta essere {\displaystyle P''(t)={\frac {P'(t)}{dt}}={\frac {d^{2}s}{{dt}^{2}}}\mathbf {T} +{\frac {ds}{dt}}{\frac {d\mathbf {T} }{dt}}}. Moltiplichiamo ora vettorialmente i vettori tangente e normale tra di loro: {\displaystyle P'(t)\times P''(t)={\frac {ds}{dt}}{\frac {d^{2}s}{{dt}^{2}}}\left(\mathbf {T} \times \mathbf {T} \right)+\left({\frac {ds}{dt}}\right)^{2}\left(\mathbf {T} \times {\frac {d\mathbf {T} }{dt}}\right)}; siccome il prodotto vettoriale di un vettore per se stesso è nullo e {\displaystyle \mathbf {T} } e {\displaystyle {\frac {d\mathbf {T} }{dt}}} sono perpendicolari (la derivata del versore tangente è ad ogni effetto un vettore normale) otteniamo: {\displaystyle \left\Vert P'(t)\times P''(t)\right\Vert =\left({\frac {ds}{dt}}\right)^{2}\left\Vert {\frac {d\mathbf {T} }{dt}}\right\Vert =\left\Vert P'(t)\right\Vert ^{2}\left\Vert {\frac {d\mathbf {T} }{dt}}\right\Vert }. Infine, poiché {\displaystyle k={\frac {\left\Vert {\cfrac {d\mathbf {T} }{dt}}\right\Vert }{\left\Vert P'(t)\right\Vert }}}, si ha {\displaystyle k={\frac {\left\Vert P'(t)\times P''(t)\right\Vert }{\left\Vert P'(t)\right\Vert ^{3}}}} (Q.E.D.).

#### Formule utili
Per il calcolo esplicito della curvatura è possibile utilizzare le seguenti formule:
- Curva in forma parametrica {\displaystyle \gamma (t)={\big (}x(t),y(t){\big )}}:
{\displaystyle k={\frac {\left|{\dot {x}}{\ddot {y}}-{\dot {y}}{\ddot {x}}\right|}{({{\dot {x}}^{2}+{\dot {y}}^{2})}^{\frac {3}{2}}}}},

dove i punti sopra le variabili rappresentano le derivate rispetto al parametro {\displaystyle t}. Essa discende direttamente da {\displaystyle k={\frac {\left\|P'(t)\times P''(t)\right\|}{{\big \|}P'(t){\big \|}^{3}}}} ricordando il prodotto vettoriale in forma matriciale.
- Curva in forma polare {\displaystyle r=r(\vartheta )}:
{\displaystyle k={\frac {{\big |}r^{2}+2{r'}^{2}-rr''{\big |}}{(r^{2}+{r'}^{2})^{\frac {3}{2}}}}},

dove le derivate sono fatte rispetto a {\displaystyle \vartheta }. Anch'essa può essere considerata un caso particolare di quella precedente se si considera una curva polare espressa in forma parametrica {\displaystyle {\begin{cases}\phi (\vartheta )=r(\vartheta )\cos {\vartheta }\\\varphi (\vartheta )=r(\vartheta )\sin {\vartheta }\end{cases}}}.
- Curva in forma implicita {\displaystyle f(x,y)=0}:
{\displaystyle k=\left|\nabla \cdot \left({\frac {\nabla f}{\|\nabla f\|}}\right)\right|},

ovvero la curvatura è la divergenza della direzione del gradiente di {\displaystyle f}.
- Curva in forma esplicita {\displaystyle y=f(x)}:
{\displaystyle k=\displaystyle {\frac {|y''|}{\left(1+{y'}^{2}\right)^{\frac {3}{2}}}}},

ricavabile da quella in forma parametrica ponendo {\displaystyle t=x}. Se la pendenza della funzione è trascurabile rispetto all'unità, è possibile utilizzare l'approssimazione
{\displaystyle k\approx y^{\prime \prime }}.

### Curva nello spazio

Il triedro di Frenet di un'elica

Il comportamento di una curva nello spazio {\displaystyle \mathbb {R} ^{3}} si può descrivere tramite la terna di Frenet, un sistema di riferimento formato da tre vettori unitari. Ad esso sono associate due grandezze scalari:
- la curvatura, che è il modulo del vettore normale alla curva, ed estende il concetto di curvatura definito per una curva piana;
- la torsione, che misura di quanto la curva tende a deviare dal piano osculatore (il piano che approssima la curva fino al secondo ordine e che è determinato dai primi due vettori della terna di Frenet); una curva piana ha pertanto torsione pari a zero.

Il vettore di curvatura della proiezione ortogonale della curva sul proprio piano tangente è detto vettore di curvatura geodetica; il suo modulo, chiamato curvatura geodetica esprime un'altra misura della curvatura, intesa come deviazione della curva rispetto all'arco di lunghezza minima fra due punti vicini. Le curve a curvatura geodetica nulla sono dette geodetiche.

### Curva inndimensioni
Nel caso più generale, una curva immersa in uno spazio {\displaystyle \mathbb {R} ^{n}} viene descritta da {\displaystyle n} vettori ortonormali (sistema generalizzato di Frenet)
{\displaystyle {\vec {e}}_{1}(t),\ldots ,{\vec {e}}_{n}(t)},
a cui sono associate {\displaystyle n-1} curvature generalizzate definite da
{\displaystyle \chi _{i}(t)={\frac {\langle {\vec {e}}_{i}\,'(t),{\vec {e}}_{i+1}(t)\rangle }{|f'(t)|}}}.

### Superficie nello spazio

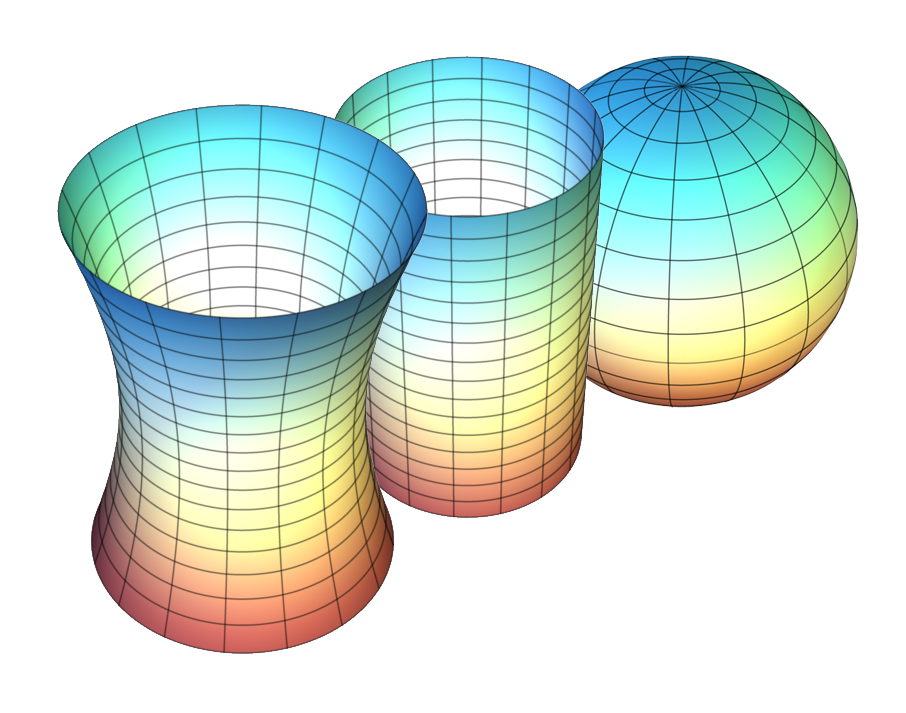
Un iperboloide, un cilindro e una sfera: si tratta di superfici con curvatura gaussiana (rispettivamente) negativa, nulla e positiva.

Su una superficie bidimensionale, la curvatura varia a seconda della direzione in cui viene calcolata. È tuttavia possibile darne una misura a partire soltanto da alcune direzioni significative.
Dato un punto {\displaystyle P} della superficie, si considerano tutti i piani passanti per la normale entrante nella superficie in {\displaystyle P}: l'intersezione di ogni piano con la superficie determina una curva piana di cui è possibile calcolare la curvatura, con la seguente convenzione: la curvatura è positiva se la curva devia nello stesso verso della normale, negativa nel caso opposto. I valori massimi e minimi di curvatura così ottenuti sono detti curvature principali, le rispettive direzioni sono dette direzioni principali.
La determinazione delle direzioni principali può essere effettuata con l'utilizzo dell'operatore di Weingarten.
Date le due curvature principali {\displaystyle k_{1}} e {\displaystyle k_{2}}, è possibile definire due diverse misure della curvatura: la curvatura gaussiana e la curvatura media.
La curvatura gaussiana è data dal prodotto delle due curvature principali, {\displaystyle k_{G}=k_{1}k_{2}}. Se le due curvature principali hanno lo stesso segno, la curvatura gaussiana è positiva e indica che la superficie è localmente convessa (come nel caso della sfera); se invece hanno segno opposto, la curvatura è negativa e la superficie ha la forma di una sella (come nel caso di un iperboloide). I punti della superficie in cui la curvatura gaussiana è positiva vengono chiamati punti ellittici, i punti in cui è negativa vengono chiamati punti iperbolici. Se in un punto della superficie una sola delle due curvature principali è uguale a zero, la curvatura gaussiana è nulla e il punto si chiama punto parabolico (come nel caso del cilindro); se entrambe le curvature principali sono nulle, il punto si chiama punto planare (è il caso del piano).
Come dimostrò Gauss nel suo Theorema Egregium, la curvatura gaussiana non dipende in effetti dall'immersione della superficie in uno spazio più grande, e può essere definita utilizzando solo caratteristiche della superficie stessa, ad esempio nel seguente modo: la distanza tra due punti sulla superficie è la lunghezza minima tra quelle degli archi che congiungono i due punti restando sulla superficie; una circonferenza sulla superficie è il luogo dei punti a distanza fissa {\displaystyle R} da un punto {\displaystyle P}. La curvatura gaussiana si può calcolare come:
{\displaystyle k_{G}=\lim _{R\rightarrow 0}{\big (}2\pi R-{\mbox{C}}(R){\big )}\cdot {\frac {3}{\pi R^{3}}}},
dove {\displaystyle {\mbox{C}}(R)} è la lunghezza della circonferenza sulla superficie. Per uno spazio piatto, {\displaystyle {\mbox{C}}(R)=2\pi R} e la curvatura gaussiana vale zero.

Direzioni principali in un cilindro

La curvatura media è la media aritmetica delle due curvature principali, {\displaystyle k_{m}={\frac {k_{1}+k_{2}}{2}}}. Essa dipende dallo spazio in cui la superficie è immersa ed è pertanto una curvatura estrinseca. La curvatura media è strettamente legata ai problemi di superficie minima: ogni superficie minima ha curvatura media uguale a zero.
Come esempio di calcolo della curvatura, consideriamo un cilindro di raggio {\displaystyle R}: le due direzioni principali sono quella parallela e quella perpendicolare all'asse del cilindro; le rispettive curvature valgono {\displaystyle k_{1}=0} e {\displaystyle k_{2}={\frac {1}{R}}}. La curvatura gaussiana vale {\displaystyle k_{1}k_{2}=0}, pertanto la geometria intrinseca del cilindro è piatta; la curvatura media vale invece {\displaystyle {\frac {k_{1}+k_{2}}{2}}={\frac {1}{2R}}}.

### Varietà differenziabile

Trasporto parallelo di un vettore lungo un percorso chiuso su una sfera: al termine del percorso il vettore risulta deviato a causa della curvatura della sfera stessa.

Una varietà differenziabile può venire dotata di un'ulteriore struttura che ne determina la metrica (varietà riemanniana o pseudo-riemanniana), e con essa la curvatura; tale struttura è definita dal tensore di curvatura di Riemann.
L'oggetto così definito è strettamente legato a una definizione intrinseca della curvatura, denominata trasporto parallelo: esso si esegue trascinando punto per punto un vettore lungo un percorso chiuso contenuto nella varietà, in modo che la direzione del vettore (riferita alla varietà e non allo spazio che la contiene) non cambi. Dopo aver percorso un giro completo, il vettore non coincide più con il vettore originario, ma risulta deviato di una quantità che dipende sia dall'area della superficie delimitata dal percorso chiuso, sia dalla curvatura intrinseca della superficie stessa (per superfici piatte la deviazione è nulla).
Utilizzando la notazione di Einstein per i tensori, l'entità della variazione subita da un vettore per un trasporto parallelo lungo il bordo della superficie {\displaystyle \Sigma } è data da:
{\displaystyle \Delta A^{\mu }={\frac {1}{2}}\int _{\Sigma }{dS^{\beta \sigma }R_{\nu \beta \sigma }^{\mu }A^{\nu }}}.

## La curvatura dello spazio fisico e la gravità

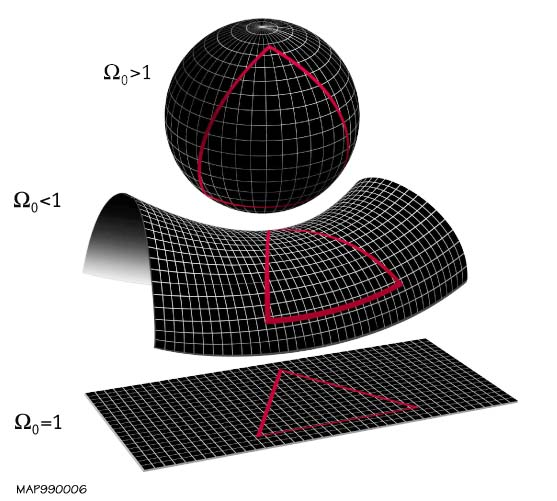
Raffigurazione dei tre possibili destini dell'Universo secondo la teoria della relatività: dall'alto, Universo finito a curvatura positiva, universo infinito a curvatura negativa, universo piatto a curvatura nulla.

Secondo la teoria della relatività generale, la gravità è espressione della curvatura dello spaziotempo, una varietà pseudo-riemanniana. A sua volta, la curvatura è determinata dalla distribuzione nello spazio di massa, energia e pressione, secondo l'equazione di campo di Einstein:
{\displaystyle R_{\mu \nu }-{1 \over 2}g_{\mu \nu }R+\Lambda g_{\mu \nu }={\frac {8\pi G}{c^{4}}}T_{\mu \nu }},
dove {\displaystyle R} è il tensore di Ricci, una contrazione del tensore di Riemann, {\displaystyle \Lambda } è la costante cosmologica, {\displaystyle g} è la metrica dello spaziotempo, {\displaystyle T} è il tensore energia impulso.